# Écluse d'Hungerford
Pour les articles homonymes, voir Hungerford.

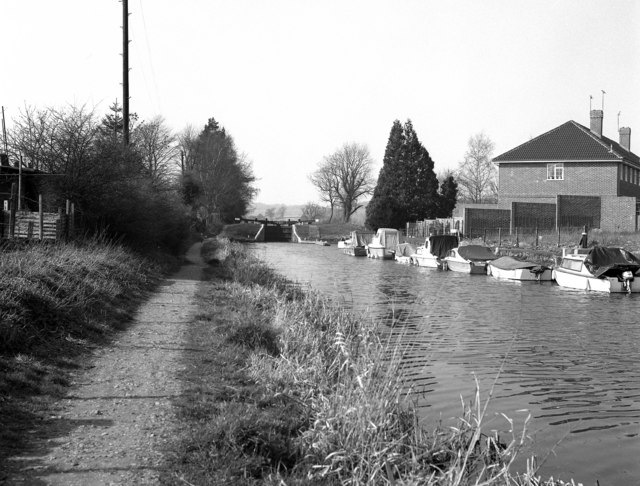
Écluse d'Hungerford en 1976.

L'Écluse d'Hungerford est une écluse sur le canal Kennet et Avon, à Hungerford, dans le Berkshire, en Angleterre.
L'écluse d’Hungerford a été construite entre 1718 et 1723 sous la supervision de l'ingénieur John Hore de Newbury. Le canal est administré par la British Waterways. L’écluse permet de franchir un dénivelé de 2,44 m (8 ft).

## Crédit d'auteurs
- (en) Cet article est partiellement ou en totalité issu de l’article de Wikipédia en anglais intitulé « Hungerford Lock » (voir la liste des auteurs).